# Murda Beatz
Шейн Ли Линдстром (род. 11 февраля 1994 года), более известный как Murda Beatz — канадский продюсер, диджей и автор песен. Использует программу FL Studio.

## Дискография

### Микстейпы
| Название                      | Детали                                                                                         | Высшая позиция чарта | Высшая позиция чарта | Высшая позиция чарта | Высшая позиция чарта |
| Название                      | Детали                                                                                         | CAN                  | US                   | US R&B /HH           | US Rap               |
| ----------------------------- | ---------------------------------------------------------------------------------------------- | -------------------- | -------------------- | -------------------- | -------------------- |
| Keep God First                | - Выпущен: 10 декабря, 2016 - Лейбл: вне лейбла - Формат: Цифровая загрузка                    | —                    | —                    | —                    | —                    |
| Bless Yo Trap (со Smokepurpp) | - Выпущен: 13 апреля, 2018 - Лейбл: Alamo, Interscope, Cactus Jack - Формат: Цифровая загрузка | 30                   | 40                   | 22                   | 17                   |
| Keep God First 2              | - Выпущен: TBA - Лейбл: вне лейбла - Формат: Цифровая загрузка                                 | —                    | —                    | —                    | —                    |

## Продюсерская дискография

### 2014
Migos — No Label 2
- 02. «Copy Me»
- 06. «Antidote» (спродюсирован вместе с Phenom da Don)
- 17. «Body Parts» (featuring Machine Gun Kelly)
- 19. «Emmitt Smith»

Lil Durk — Signed to the Streets 2
- 02. «Ten Four»
- 13. «Gas & Mud»

Migos — Rich Nigga Timeline
- 03. «Can’t Believe It»
- 11. «Story I Tell»

### 2015
Migos — Yung Rich Nation
- 04. «Spray the Champagne» (спродюсирован вместе с Honorable C.N.O.T.E.)
- 08. «Just for Tonight» (featuring Chris Brown)
- 09. «Pipe it Up»
- 11. «Playa Playa»
- 12. «Cocaina» (featuring Young Thug)

Migos — Back to the Bando
- 05. «Rich Nigga Trappin»

Freddie Gibbs — Shadow of a Doubt
- 07. «Mexico» (featuring Tory Lanez) (спродюсирован вместе с Speakerbomb)

Jeremih — Late Nights
- 09. «I Did» (featuring Feather) (спродюсирован вместе с Jeremih and Left Lane)

### 2016
Migos — YRN 2
- 11. «Hoe On A Mission»
- 13. «Hate It Or Love It»

Drake — Views
- 08. «With You» (featuring PartyNextDoor) (спродюсирован вместе с Nineteen85 и Cardiak)

Roy Woods — Waking at Dawn
- 06. «Switch» (спродюсирован вместе с FrancisGotHeat и Sunny Diamonds)
- 08. «Why»

Travis Scott — Birds in the Trap Sing McKnight
- 07. «Sweet Sweet» (спродюсирован вместе с Cubeatz и Mike Dean)
- 08. «Outside» (featuring 21 Savage) (спродюсирован вместе с OZ, Nisi, и Mike Dean)

24hrs — 12:AM
- 01. "Gucci Flame / 12:AM in the 6
- 02. «Twenty Revenge» (featuring Yo Gotti) (спродюсирован вместе с Apex Martin)
- 03. «Monster Truck» (спродюсирован вместе с Cubeatz)
- 04. «Jungle Gym»

Kid Ink — RSS2
- 02. «Before the Checks» (featuring Casey Veggies) (спродюсирован вместе с Cubeatz)
- 07. «Die in It» (спродюсирован вместе с OZ)

PartyNextDoor and Jeremih
- 01. «Like Dat» (featuring Lil Wayne) (спродюсирован вместе с Cubeatz)[12][13]

Quavo
- 00. «Cuffed Up» (featuring PartyNextDoor)[14]
- 00. «My Pockets»

PartyNextDoor
- 00. «Buzzin» (featuring Lil Yachty) (спродюсирован вместе с Cubeatz)[15]
- 00. «Can’t Let The Summer Pass»[16]

Rick Ross
- 00. «No U-Turns» (спродюсирован вместе с Cubeatz)[17]

Meek Mill — DC4
- 09. «Offended» (featuring Young Thug and 21 Savage) (спродюсирован вместе с OZ и Cubeatz)

O.T. Genasis — Coke N Butter
- 04. «Feelings» (спродюсирован вместе с Zaytoven и OG Parker)

Murda Beatz — Keep God First
- 01. «Intro»
- 02. «M&Ms» (featuring Offset и Blac Youngsta)
- 03. «Scorin'» (featuring Playboi Carti и Offset)
- 04. «More» (featuring PartyNextDoor и Quavo) (спродюсирован вместе с Cubeatz)
- 05. «Yacht Master» (featuring Swae Lee и 2 Chainz)
- 06. «Novacane»
- 07. «She The Truth» (featuring Jeremih and Quavo) (спродюсирован вместе с RetroFuture)
- 08. «Drop Out» (featuring Jimmy Prime)
- 09. «Growth» (featuring Offset)
- 10. «Cappin' N Shit» (featuring Skooly и 2 Chainz)
- 11. «Brown Money» (featuring Jay Whiss) (спродюсирован вместе с OZ and Cubeatz)
- 12. «9 Times Out of 10» (featuring Ty Dolla Sign) (спродюсирован вместе с Cubeatz)
- 13. «Pop Off» (featuring Offset)
- 14. «Hunnids» (featuring Smoke Dawg)
- 15. «I Just» (featuring Quavo)
- 16. «Roller Coasters» (featuring 24hrs) (спродюсирован вместе с Rex Kudo)

Young Thug
- 00. «I Might» (featuring 21 Savage) (спродюсирован вместе с Cubeatz)

Gucci Mane — The Return of East Atlanta Santa
- 08. «Yet» (спродюсирован вместе с Cubeatz)

### 2017
PnB Rock — GTTM: Goin Thru the Motions
- 14. «Stand Back» (featuring A Boogie wit da Hoodie)

Migos — Culture
- 05. «Get Right Witcha» (спродюсирован вместе с Zaytoven)

Wifisfuneral — When Hell Falls
- 05. «Hunnits, Fifties» (featuring Yung Bans) (спродюсирован вместе с Cubeatz)[18]

Various Artists — The Fate of the Furious: The Album
- 02. «Go Off» (performed by Lil Uzi Vert, Quavo и Travis Scott) спродюсирован вместе с Breyan Isaac and The Featherstones)

Drake — More Life
- 02. «No Long Talk» (featuring Giggs) (спродюсирован вместе с Cubeatz)
- 11. «Portland» (featuring Travis Scott и Quavo) (спродюсирован вместе с Cubeatz)

Kid Ink — 7 Series
- 01. «Supersoaka» (спродюсирован вместе с OZ и Cubeatz)

Meek Mill — Meekend Music
- 02. «Backboard» (featuring Young Thug) (спродюсирован вместе с Maaly Raw)

Juicy J — Gas Face
- 09. «Leanin» (featuring Chris Brown и Quavo) (спродюсирован вместе с Cubeatz)

French Montana — Jungle Rules
- 11. «Push Up» (спродюсирован вместе с Cubeatz)

Tyga — BitchImTheShit2
- 07. «Bel Air» (featuring Quavo) (спродюсирован вместе с Crakwav)

Aminé — Good for You
- 02. «Yellow» (featuring Nelly) спродюсирован вместе с Metro Boomin и Frank Dukes)

Bebe Rexha — All Your Fault: Pt. 2
- 01. «That’s It» (featuring Gucci Mane и 2 Chainz) (спродюсирован вместе с Cubeatz)

Mozzy — «1 Up Top Ahk»
- 10. «Outside» (featuring Lil Durk, Dave East и Lex Aura)

Quentin Miller
- 00. «Unexplained Freestyle»[19]

A Boogie wit da Hoodie — The Bigger Artist
- 02. «Undefeated» (featuring 21 Savage) (спродюсирован вместе с Illmind)

Gucci Mane — Mr. Davis
- 01. «Work in Progress (Intro)» (спродюсирован вместе с Cubeatz)

Yo Gotti — I Still Am
- 09. «One on One» (featuring YFN Lucci и Meek Mill)
- 11. «Yellow Tape» (featuring 21 Savage) (спродюсирован вместе с Rasool Diaz)

Roy Woods — Say Less
- 04. «Take Time» (featuring 24hrs) (спродюсирован вместе с Charlie Handsome)

Juicy J — Rubba Band Business
- 07. «Too Many» (featuring Wiz Khalifa и Denzel Curry)

G-Eazy — The Beautiful & Damned
- 11. «Gotdamn» (спродюсирован вместе с OZ)

Travis Scott and Quavo — Huncho Jack, Jack Huncho
- 03. «Eye 2 Eye» (featuring Takeoff) (спродюсирован вместе с Felix Leone)
- 05. «Huncho Jack» (спродюсирован вместе с Mike Dean, Quavo, и Illmind)
- 06. «Saint» (спродюсирован вместе с Illmind)

### 2018
Migos — Culture II
- 11. «Gang Gang» (спродюсирован вместе с The Arcade)
- 15. «Beast»
- 17. «Motorsport» (featuring Cardi B и Nicki Minaj) (спродюсирован вместе с Cubeatz)

Nipsey Hussle — Victory Lap
- 11. «Grinding All My Life» (Спродюсирован вместе с Mike & Keys)

Cardi B — Invasion of Privacy
- 13. «I Do» (featuring SZA) (спродюсирован вместе с Cubeatz)

Smokepurpp и Murda Beatz — Bless Yo Trap
- 01. «123» (спродюсирован вместе с Rasool Diaz)
- 02. «Big Dope» (спродюсирован вместе с OZ)
- 03. «Do Not Disturb» (featuring Lil Yachty and Offset) (спродюсирован вместе с Rasool Diaz)
- 04. «Pockets» (спродюсирован вместе с Felix Leone)
- 05. «Good Habits»
- 06. «Mayo» (спродюсирован вместе с Rasool Diaz)
- 07. «Pray» (featuring ASAP Ferg)
- 08. «Bumblebee» (спродюсирован вместе с Frank Dukes и Rasool Diaz)
- 09. «Ways» (спродюсирован вместе с Cubeatz)
- 10. «For the Gang» (спродюсирован вместе с Cubeatz)

Ski Mask the Slump God — Beware the Book of Eli
- 04. «Coolest Monkey in the Jungle (featuring SahBabii)» (спродюсирован вместе с Cubeatz)

Nicki Minaj — Queen
- 17. «Miami»

6ix9ine — Dummy Boy
- 02. «FEFE» featuring Nicki Minaj & Murda Beatz
- 05. «MAMA» featuring Nicki Minaj & Kanye West
- 05. «Forever Ever (featuring Young Thug и Reese Laflare)» (спродюсирован вместе с G Koop)

Трэвис Скотт — Astroworld
- 15. «Butterfly Effect»

Ski Mask The Slump God — Stokeley
- 08. «Far Gone (featuring Lil Baby)» (спродюсирован вместе с Sool Got Hits)

Kris Wu — Antares
- 02. «November Rain»

Дрейк
- Drake — «Nice for What»

### 2019
Халид — Free Spirit
- 07. «Don’t Pretend (featuring Safe)» (спродюсирован вместе с Charlie Handsome и Doc McKinney)

Trippie Redd — !
- 08. «Keep Your Head Up» (спродюсирован вместе с Frank Dukes)

Trippie Redd — A Love Letter to You 4
- 18. «The Jungle Book (featuring Lil Wop)»

Smokepurpp — Deadstar 2
- 09. «Fill the Room Up (featuring Ty Dolla Sign)» (спродюсирован вместе с Go Grizzly)
- 16. «Pop 1 (featuring Moneybagg Yo)»

### 2020
Лил Уэйн — Funeral
- 20. «Line Em Up»

Migos, Янг Таг, Трэвис Скотт
- 00. «Give No Fxk»

Ариана Гранде — Positions
- 03. «Motive» (совместно с Doja Cat)

### 2021
Ариана Гранде – Positions (Deluxe)
- 16. «Test Drive»

BamBam – riBBon'
- 1. «Intro»